# Gō Iwase
Gō Iwase (japanisch 磐瀬 剛 Iwase Gō; * 28. Juni 1995 in Kamagaya) ist ein japanischer Fußballspieler.

## Karriere
Iwase erlernte das Fußballspielen in der Schulmannschaft der Funabashi High School. Seinen ersten Vertrag unterschrieb er 2014 bei Kyoto Sanga FC. Der Verein spielte in der zweithöchsten Liga des Landes, der J2 League. Für den Verein absolvierte er 26 Ligaspiele. 2016 wurde er an den Ligakonkurrenten FC Gifu ausgeliehen. Für den Verein absolvierte er 36 Ligaspiele. 2018 kehrte er zu Kyoto Sanga FC zurück. Für den Verein absolvierte er drei Ligaspiele. Im Juli 2019 wechselte er zum Drittligisten Thespakusatsu Gunma. 2019 wurde er mit dem Verein Vizemeister der J3 League und stieg in die J2 League auf.